# 実弥島巧
実弥島 巧（みやじま たくみ）は日本のゲームシナリオライター、フリーライター。

## 略歴
フリーのライターとして、小説、ゲームやドラマCD、アニメの脚本、漫画原作などを手がける。
かつてはアニメ関連書籍の編集に携わっていたが、自分が書いた小説を重馬敬に見せたところ高く評価され、『テイルズ オブ シンフォニア』のシナリオライターに推薦されることとなった。なお、それ以前にも『LUNAR ETERNAL BLUE』のテストプレイヤーを務めた経験があり、重馬とはその時から面識があったという。

## 作品

### ゲームシナリオ
- テイルズ オブ デスティニー2：ストーリー協力
- テイルズ オブ シンフォニア：メインシナリオ
- テイルズ オブ ジ アビス：メインシナリオ
- テイルズ オブ ファンダム Vol.2：シンフォニア編、アビス（ジェイド）編シナリオ
- Coded Soul -受け継がれしイデア-：メインシナリオ
- テイルズ オブ シンフォニア -ラタトスクの騎士-：シナリオ原案・協力、サブシナリオ
- 勇者30：シナリオゲスト
- アークライズファンタジア：シナリオ
- 天空の機士ロデア：シナリオ
- ガーディアンズ・ヴァイオレーション：シナリオ
- クロバラノワルキューレ：シナリオ
- テイルズ オブ ザ レイズ：シナリオ
- グラナディアサーガ：世界観構築、メインシナリオ
- ジェミニシード：ストーリー原案、世界観設定
- SCARLET NEXUS：シナリオ原案、メインシナリオ
- アルカ・ラスト 終わる世界と歌姫の果実：シナリオ協力
- 絵師神の絆：メインシナリオ
- 悪魔王子と操り人形：メインシナリオ[1]

### ドラマCD
- エミル・クロニクル・オンライン　ドラマCD　は〜とふるMAP（全3巻）：シナリオ
- テイルズ オブ ジ アビス　TVアニメ版ドラマCD（全4巻）：シナリオ監修
- グラール騎士団：原作

### 小説
- 真・女神転生 NINE（富士見ミステリー文庫）：ノベライズ
- テイルズ オブ ジ アビス：外伝
  - ファンブック『テイルズ オブ ジ アビス　キャラクターエピソードバイブル』掲載の掌編14本
  - 『テイルズ オブ ジ アビス　公式シナリオブック』掲載の前日談短編
  - 雑誌『テイルズ オブ マガジン』Vol.14　掲載、『追憶のジェイド』外伝掌編（挿絵：狩野アユミ）
  - 雑誌『ビバ☆テイルズ オブ マガジン』2012年11月号　掲載、ピオニー主役の外伝掌編（挿絵：ユキヤ）
- デュアルアース 忘却のコギト：オリジナル。『電撃「マ)王』2008年7月号 - 2009年5月号、2009年9月号連載（挿絵：椿春雨）
- ファンタジーアース ゼロ　反乱姫エフリシア：ノベライズ。物語前半を雑誌『電撃Online Games コラボ』に、後半をwebに公開（挿絵：カイエダヒロシ）
- アークライズファンタジア：外伝
  - 予約特典「スペシャルブック」収録の中編。ニコルとラルクの出会いを描く前日談
  - 『電撃「マ)王』2009年6月号 - 2009年8月号に短期連載の中編。上記小説の続き。ニコル主役の前日談で、公式サイトで無料公開もされた
- テイルズ オブ ザ ヒーローズ ツインブレイヴ
  - 初回限定版特典「プレミアム小説」アビス編。ルークとガイの屋敷時代を描く短編
- テイルズ オブ シンフォニア 贖罪のクラトス（電撃ゲーム文庫）：外伝

### 漫画シナリオ
- 熱風海陸ブシロード The Rising：コミカライズ。『月刊コミックラッシュ』2004年12月号 - 2007年7月号連載（漫画：藤真拓哉）単行本全4巻
- テイルズ オブ ジ アビス：外伝
  - テイルズ オブ ジ アビス　アナザーストーリー公式外伝集：『電撃「マ)王』掲載（漫画：玲衣）単行本全1巻
  - テイルズ オブ ジ アビス -追憶のジェイド-：『月刊Asuka』2009年6月号 - 2010年2月号連載（漫画：狩野アユミ）単行本全2巻
- グラール騎士団：『コミックZERO-SUM』2010年5月号 - 2012年1月号連載（漫画：sion）※連載後半は「原案」に　単行本全3巻
- ボーダーブレイク：『ニュータイプエース』2011年vol.1 - 2012年Vol.12連載（漫画：本橋雄一）
- テイルズ オブ シンフォニア -ラタトスクの騎士- 恩讐のリヒター：『ビバ☆テイルズ オブ マガジン』2013年12月号 - 2015年2月号連載（漫画：納都花丸）
- ボクとキセキと宝石と：『月刊Asuka』2014年8月号 - 2016年4月号連載（漫画：松本テマリ）

### アニメーション
- テイルズ オブ ジ アビス：監修協力
- グラール騎士団（グラール・ナイツ）：原作　※2010年12月25日、漫画単行本限定版・付属OVAとして発売
- Fate/Zero：シナリオ（全話、桧山彬・佐藤和治・吉田晃浩と共同）
- Fate/Zero 2ndシーズン：シナリオ（全話、桧山彬・佐藤和治・吉田晃浩と共同）
- 戦姫絶唱シンフォギアAXZ（第3話、第4話、金子彰史と共同）
- 魔女っこ姉妹のヨヨとネネ (脚本、佐藤和治・平尾隆之と共同)

## 備考
- 一迅社文庫アイリスより2008年10月20日にオリジナル小説『交錯のマリオネット』（挿絵：眠民）が刊行予定だったが、一ヵ月延期の後、未刊
- 株式会社ランティス10周年記念・オリジナルアニメーション企画『グラール騎士団（グラール・ナイツ）』の原作を担当。先駆けて読み切り漫画（『アニメディア』2009年8月号）、ドラマCD、WEBラジオ、ボーカルCDなどが展開